# Автономний робот

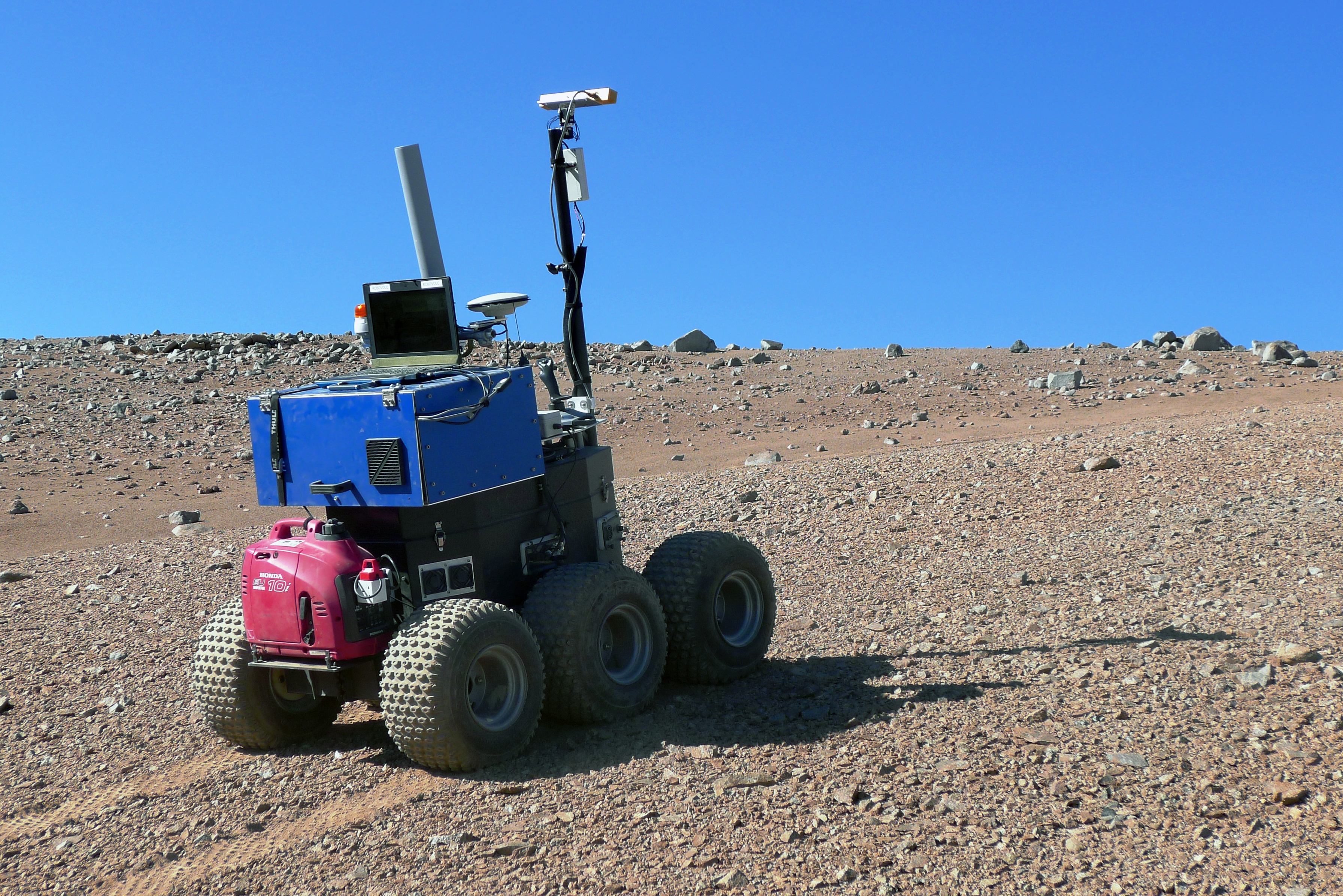
Марсохід «ESA Seeker» під час випробувань в горах Паранал.

Автономні роботи — це роботи, які здатні виконувати потрібні завдання без постійного людського нагляду. Багато видів роботів мають певний ступінь автономності. Різні роботи можуть бути автономними у певні способи. Високий ступінь автономності особливо бажаний у таких царинах, як наприклад: дослідження космосу, прибирання підлоги, покіс газонів і очищення стічних вод.
Багато сучасних промислових роботів є «автономними» в суворо визначених межах їх безпосереднього застосування. Не обов'язково, що у роботів на робочому місці буде великий ступінь свободи; проте промисловий робот на своєму робочому місці часто потрапляє у непередбачувані, безладні умови. Точна орієнтація і розміщення кожного наступного об'єкта, із яким має працювати робот (а на найбільш складних виробничих лініях — іще й тип об'єкта) і конкретне завдання для робота, має бути наперед визначеними. Усе це може варіюватись у непередбачений спосіб (щонайменше, з боку робота).

## Розвиток автономних роботів
У своєму розвитку роботи пройшли чималий шлях, який починався з простих механізмів, що виконують одну дію за шаблоном.
Сучасні роботи не просто набагато складніші. Вони потребують все меншого контролю на кожному етапі, а перспективні роботи зможуть і зовсім обходитися без втручання людини під час виконання більшості завдань. Електроніка давно реагує на зміни умов швидше і точніше, ніж це зробив би оператор. Наприклад, положення дрона (безпілотника) у просторі оцінюють десятки і сотні разів на секунду. Стабілізація може здійснюватися так швидко, що її роботу видно тільки за результатом. Легкі БЛА (безпілотні літальні апарати) стійко літають у вітряну погоду, оминають перешкоди, спільно діють у складі ланки і утримують в кадрі знімальні об'єкти. Поки що більшість безпілотників керована віддалено, і вчені ставлять першочерговим завданням домогтися в найближчому майбутньому їх якнайбільшої самодостатності.
Однією із важливих проблем робототехніки, є створення можливості для робота справлятися із його завданнями у будь-якому довкіллі: чи на землі, чи під водою; у повітрі, під землею або в космосі.
Цілком автономний робот має такі здатності:
- Отримувати і обробляти самостійно інформацію про довкілля (Правило № 1)
- Працювати якнайдовший проміжок часу без людського втручання (Правило № 2)
- Переміщатися цілком чи рухати якусь свою частину у просторі без людської допомоги (Правило № 3)
- Уникати того, щоби створювати небезпечні ситуації для людини, майна чи для самого себе — якщо тільки це не передбачено специфікацією, характеристиками робота чи поставленими йому завданнями. (Правило № 4)

Автономний робот може також навчатися чи здобувати нові уміння, наприклад, удосконалювати алгоритми для виконання власних задач чи пристосування до змін у довкіллі.
Автономні роботи, усе ж, вимагають регулярного технічного обслуговування, як це роблять із іншими машинами (якщо інше не передбачено специфікацією).

### Архітектура інтелектуальних роботів
На сьогоднішній день (2020-і) припускають, що до складу інтелектуального робота повинні входити такі системи:
- Виконавчі органи — це маніпулятори, ходова частина та інші пристрої, за допомогою яких робот може впливати на предмети оточення. Причому за своєю структурою це складні технічні пристрої, що мають у своєму складі сервоприводи, мехатронні частини, давачі, системи керування. За подобою з живими організмами — це руки і ноги робота.

- Датчики — це системи технічного зору, слуху, дотику, датчики відстаней, локатори та інші пристрої, які дозволяють отримати інформацію з навколишнього світу.

- Система керування — це мозок робота, який повинен приймати дані від давачів і керувати виконавчими органами (ефекторами). Ця частина робота зазвичай реалізується програмними засобами. До складу системи керування інтелектуального робота, повинні входити такі складові:

1. Модель світу — відображає стан навколишнього світу для робота в термінах, зручних для зберігання і обробки. Модель світу виконує функцію запам'ятовування стану об'єктів у світі та їх властивостей.
2. Система розпізнавання — сюди входять системи розпізнавання зображень, розпізнавання мови тощо Завданням системи розпізнавання є ідентифікація, тобто «упізнавання» предметів, що оточують робота і їх положення в просторі. Завдяки роботі компонентів системи розпізнавання будується модель світу.
3. Система планування дій — здійснює «віртуальне» перетворення моделі світу задля отримання якої-небудь дії. Водночас, зазвичай перевіряється досяжність поставленої мети. Наслідком роботи планування дій є побудова планів, тобто послідовностей нескладних дій.
4. Система виконання дій — намагається виконати заплановані дії, подаючи команди на виконавчі пристрої і контролюючи при цьому процес виконання. Якщо виконання елементарної дії виявляється неможливим, то весь процес переривається і повинно бути виконано нове (або частково нове) планування.
5. Система керування цілями — визначає послідовність, тобто значущість і порядок досягнення поставлених цілей. Важливими властивостями системи керування є здатність до навчання та адаптації, тобто здатність виробляти послідовності дій для поставленої мети, а також підлаштовувати свою поведінку під мінливі умови навколишнього середовища для досягнення поставлених цілей.[1]

- Система навігації — призначена для орієнтування робота у тривимірному світі та прокладення раціональних маршрутів для переміщення робота.

### Приклади прогресу у царині комерційних автономних роботів

#### Самообслуговування

Екстероцептивні сенсори мобільного робота «PeopleBot»: 1) синій лазерний далекомірний сенсор дистанційного зчитування інформації в діапазоні до 180° нахилу; 2) 24 круглі золоті ультразвукові сенсори, що проектують 15° конус; 3) 10 тач-панелей (сенсорів дотику) на нижній поверхні визначають об'єкти, що лежать на підлозі. 4) сенсор переривчастих променів між верхнім і нижнім сегментом для визначення столів і інших перешкод середнього розміру.

Першою вимогою до повноцінної автономності робота є здатність робота дбати про себе. Багато роботів, що мають живлення від батарей, на сьогодні здатні знаходити джерела живлення і самостійно під'єднуватися до них; а деякі іграшки, наприклад, «Aibo» від фірми «Sony» також здатні самостійно прикріплятися до свого заряджального пристрою.
Самообслуговування базується на принципі «пропріоцепції» або оцінки (зондування) власного внутрішнього статусу. У разі із пристроєм зарядки батарей, наприклад, — робот може сказати пропріоцептивно (після оцінки свого стану), що у нього низький заряд батарей; а потім робот почне намагатися знайти свій зарядний пристрій. Іншим загальним пропріоцептивним сенсором є контроль за нагріванням (теплообміном із довкіллям). Посилені пропріоцептивні уміння необхідні для роботів, щоби вони самостійно працювали біля людей або у надзвичайно суворих умовах.

Графічний інтерфейс користувача робота: показує заряд батареї і інші пропріоцептивні дані у нижньому правому кутку. Дисплей лише для користувача-людини: робот моніторить і реагує на дані сенсорів без втручання людини.

Загальними пропріоцептивними сенсорами є:
Температурний сенсор;
Сенсор ефекту Голла
Оптичний сенсор
Сенсор дотику з об'єктами

#### Зондування (сканування) довкілля
Екстероцепція — це оцінка (зондування) параметрів довкілля. Автономні роботи повинні мати цілу низку датчиків оцінки довкілля, щоби виконувати свої безпосередні завдання і уникати перешкод.
Загальними екстероцептивними сенсорами є:
Сенсори електромагнітного спектру;
Звукові сенсори;
Сенсори дотику;
Хімічні сенсори (нюх, запах)
Температурні сенсори;
Сенсори оцінки відстані до об'єкта;
Сенсори оцінки положення (зміщення стосовно об'єктів)
Деякі роботизовані газонокосарки адаптують своє програмне забезпечення, визначаючи швидкість проростання трави — що потрібно для досягнення бездоганного рівня виконання робіт. А деякі роботи-прибиральники мають детектори рівня забруднення, щоби визначати як легко видаляється бруд: ці дані вони аналізують, щоби визначити, наскільки довго їм треба перебувати на певній площі під час очищення підлоги.

#### Виконання завдань
Наступним кроком у автономній поведінці є досконалість ходу виконання певних завдань. Поява нових маленьких роботів пилососів, таких як «iRobot» і «Electrolux» 2002 року подала великі надії на розвиток цієї царини робототехніки. Хоч із рівнем інтелектуальності цих роботизованих систем поки що складно, вони можуть оперувати і на досить великих площах — і в тісних просторах, ефективно маневруючи безпосередньо біля будинку, бо використовують масиви контактних і безконтактних сенсорів. Обидва ці роботи оперативно розраховують алгоритми роботи, адаптують їх до конкретних ситуацій, і таким чином, оптимально охоплюють робочу площу поверхні, на якій вони мають працювати.
Наступний рівень автономного виконання завдання вимагає від робота уміння виконувати складні умовні задачі. Наприклад, роботи-охоронники можуть бути запрограмовані для виявлення вторгнень на територію, і реагуватимуть певним чином — залежно від того, де порушник і що він робить.

#### Сенсорне позиціонування і навігація всередині приміщення
Щоби пов'язати свою поведінку із місцем (провести локалізацію), роботові необхідно визначити, де він знаходиться і мати здатність пересуватися від одної установленої ним точки до іншої. Така навігація почалася із дротового керування в 1970-х роках і на початку 2000-х років перетворилася на тріангуляцію із допомогою маяків. Сучасні комерційні роботи уже здатні автономно пересуватися, спираючись на аналіз потокових даних безпосередньо зі своїх сенсорів. Першими комерційними роботами, які змогли це робити, були лікарняні роботи «HelpMate» від компанії «Pyxus» — і робот-охоронник «CyberMotion». Обидві системи було розроблено у 1980-ті. Ці роботи спочатку використовували вручну зроблені CAD-плани підлоги, сонари і системи визначення стін для навігації у приміщенні. Наступне покоління, таке як «PatrolBot» від фірми «MobileRobots» і автономний інвалідний візок, які було представлено 2004-го року; вони мали можливість створювати власні мапи приміщення (користуючись лазерними сенсорами) і пересуватися відкритими просторами, такими як зала чи коридор. Їхні контрольні системи оперативно змінювати шлях навігації, якщо якась перешкода опинялася у них на шляху.
На початку автономна навігація застосовувала сенсори-планари (плоскі датчики), таких як лазерні далекоміри, що можуть сприйняти інформацію на одному рівні. Найпросунутіші системи тепер поєднують інформацію від різних сенсорів для локалізації (позиціонування) і навігації. Такі системи, як «Motivity» можуть спиратися на покази різних сенсорів у різних ситуаціях, залежно від того, який сенсор надає найвірогідніші дані про довкілля. Тож такі роботи оперативно самостійно створюють для себе мапу довкілля.
Замість того, щоби забезпечувати підйом сходами, який потребує висококваліфікованих спеціалізованих апаратних засобів, більшість роботів навігації усередині приміщень оперують у місцях, доступних для інвалідів, контролюючи ліфти й електронні двері. Із такими електронно-керованими інтерфейсами, роботи здатні тепер легко пересуватися всередині приміщень. Автономно видряпуватися на сходи і відкривати двері самостійно — це завдання, над якими працюють спеціалісти з робототехніки у наш час.
Із розвитком цих внутріприміщеннєвих технологій, роботи-прибиральники отримають змогу чистити складну, задану користувачем поверхню або усю підлогу без втручання користувача. Роботи-охоронники зможуть спільно заганяти і оточувати зловмисників, а також і відрізати їм шлях до втечі. Ці досягнення також забезпечують супутніми вигодами: внутрішні карти роботів, зазвичай, передбачають наявність «заборонених зон», які встановлюються — щоби робот автономно не заходив до певних регіонів.

#### Сенсорне позиціонування і навігація зовні приміщення

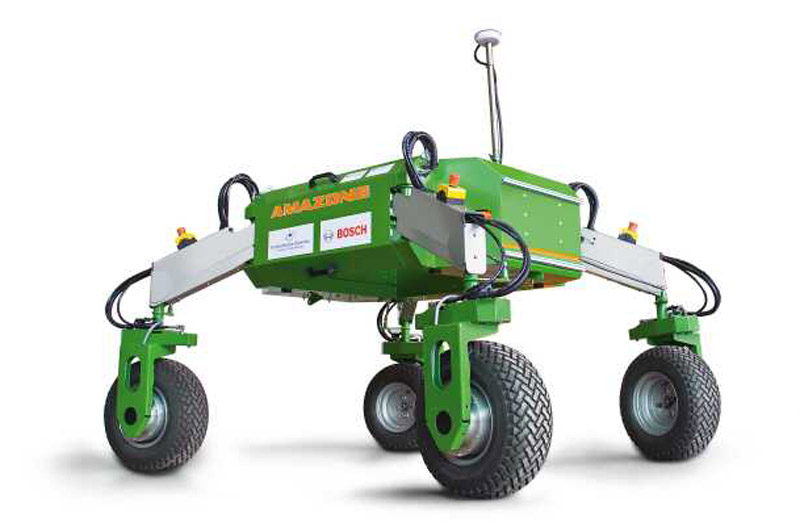
Сільськогосподарський автономний робот «BoniRob».

Роботи «Seekur» і «MDARS» роботи демонструють свою здатність до автономної навігації і охорони безпеки на авіабазі. (MobileRobots Inc.)

Автономності зовні приміщень найлегше досягнути у повітрі, оскільки перешкод для руху (стін, кутів, сходів тощо) тут небагато. Крилата ракета — це дуже небезпечний автономний робот. Безпілотники (безпілотні літальні апарати) усе більше використовують розвідки. Деякі із цих безпілотників (БЛА) здатні виконувати свої завдання без будь-якого втручання людини, окрім хіба що можливості приземлення, коли людина використовує віддалений контроль. Деякі із БЛА, усе ж таки, вже мають здатність безпечно приземлятися.
Автономність зовні приміщень дуже важко досягти з огляду на:
a) тривимірність поверхні землі;
б) великі відмінності у щільності поверхні;
в) погодні особливості
г) нестабільність довкілля, про яке збирається інформація.
У США у межах проєкту «MDARS» було розроблено і створено попередник робота для експлуатації за межами приміщення, ще у 1990-ті; з 2006-го року робота запущено в серію. Роботи «MDARS» від компанії «The General Dynamics» можуть здійснювати навігацію у напівавтономному режимі і визначати вторгнення, використовуючи архітектуру програмного забезпечення «MRHA», спільну для всіх безпілотних бойових транспортних засобів. Робот «Seekur» був першим комерційним варіантом автономного робота, що показав можливості, співвідносні з «MDARS»; призначався для аеропортів, комунальних підприємств, виправних установ і МВС.
Марсоходи «MER-A» і «MER-B» (зараз відомі як «Спірит» і «Опортьюніті») можуть визначати положення сонця і здатні установлювати маршрут свого переміщення у такий спосіб:
- створюючи тривимірну карту поверхні;
- вираховуючи безпечні й небезпечні території поверхні із допомогою сенсорів тривимірного бачення;
- вираховуючи оптимальний шлях крізь безпечні території у бажаному напрямку;
- рухатися у вирахуваному напрямі;
- повторювати указані цикли завдань, аж поки бажаного пункту призначення не досягнуто, або ж не знайдено шляху до пункту призначення.

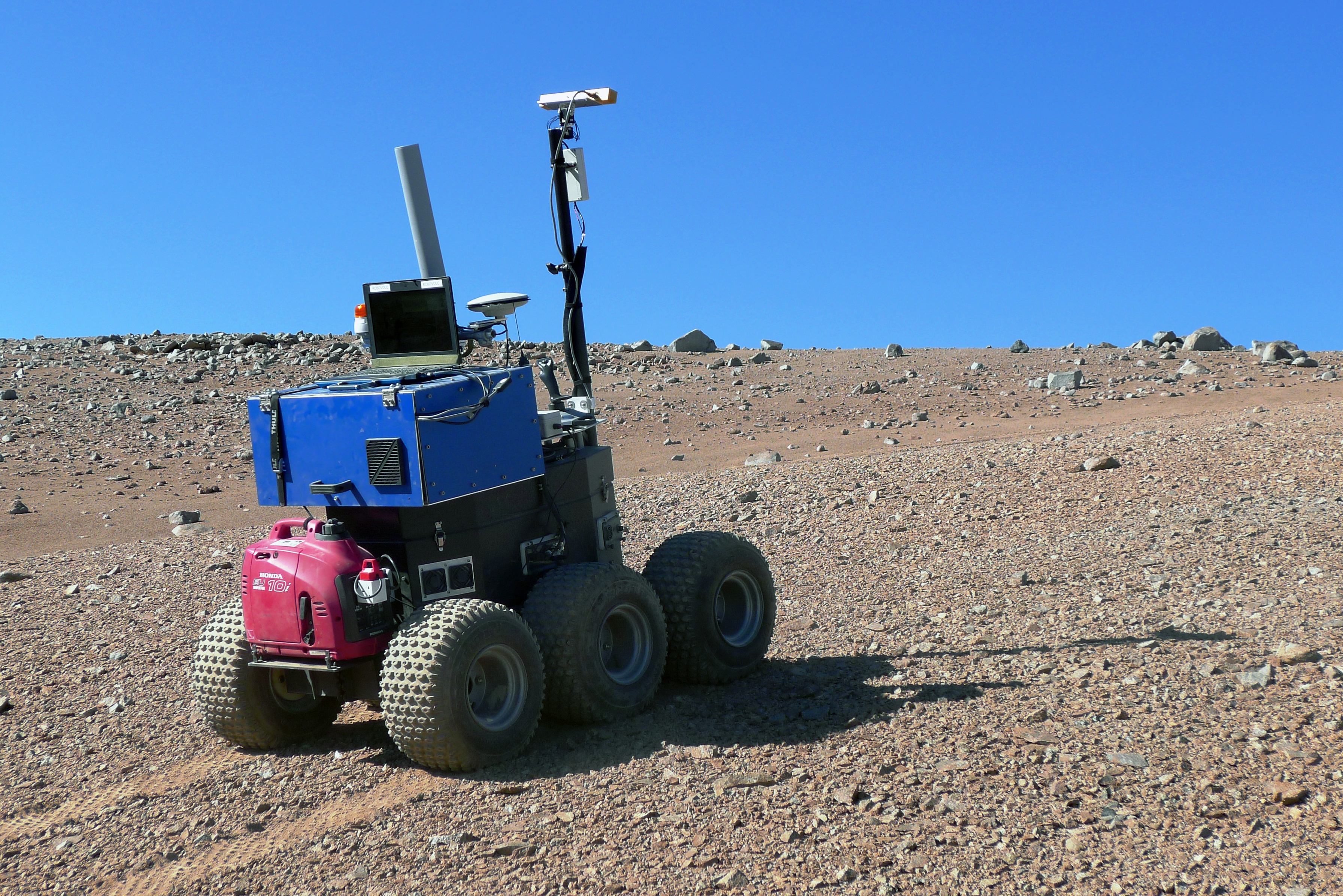
Марсохід «ESA Seeker» під час випробувань у горах Паранал (Чилі).

Заплановані до випуску роботи «ESA Rover» i «ExoMars Rover» матимуть сенсори бачення, які базуються на відносній локалізації і абсолютній локалізації; це уможливить навігацію роботів за безпечними і ефективними траєкторіями до цілі за допомогою:
- відтворення 3D-моделей поверхні, яка оточує марсохід, використовуючи пару стереокамер;
- визначення безпечних і небезпечних територій і загальної складності для марсохода здійснювати навігацію поверхнею;
- вирахування ефективних шляхів через безпечні території до бажаного місця призначення;
- переміщення марсохода запланованим шляхом;
- створення «Навігаційної мапи» усіх минулих навігаційних даних.

Змагання автомобілів-роботів «DARPA Grand Challenge» i «DARPA Urban Challenge», фінансовані урядом США, спонукали до розвитку нових і набагато більш досконалих здатностей і можливостей у автономних роботів; тоді як для повітряних автономних роботів це уже проходить із 1990-го року як частина Міжнародного конкурсу літальних роботів від AUVSI (Міжнародна асоціація безпілотних транспортних систем).
Водяні автономні роботи уже проектують, а деякі з них уже побудовано. У межах європейської ініціативи у Франції збираються побудувати нове покоління автономних підводних роботів. Генеральний «підрядник» — компанія «Thales». Проєкт називається «Asemar». Цей апарат буде призначено для підводної розвідки. За допомогою таких роботів, які курсують у заданому районі під водою, можна виявляти різні об'єкти (типу морських мін або яких-небудь контейнерів), можна стежити за підводними човнами або, скажімо, за бойовими плавцями.
У майбутньому — малопомітні апарати водотоннажністю в кілька тонн автономно здійснюватимуть вчинятимуть патрулювання за заданими маршрутами і водночас, будуть покривати відстані в тисячі кілометрів. Такі роботи перебувають у товщі води, переміщаються за течіями (докладні навігаційні карти уже давно «оцифровані»), а також і за допомогою власного двигуна.

## Проблеми у розвитку галузі автономних роботів
Існує багато перешкод на шляху розвитку автономних роботів як частини прогресу: головною із яких є створення штучного інтелекту; однак є багато дрібніших, проте суттєвих проблем.

### Проблема створення штучного інтелекту
Для створення програми дій автономному роботові необхідно кожного разу писати нові і нові алгоритми: машина не має свободи волі навіть у межах виконання поставлених завдань: вона лише виконує програмний код і лише перебирає варіанти для найраціональнішого виконання поставленого завдання. Коли завдання вичерпано — робот втрачає мотив для функціонування. Роботові неможливо задавати абстрактних інструкцій, оскільки немає тлумачення поняття «абстрактна інструкція» у вигляді «конкретної інструкції». Виходом є створення такої системи, яка сама вироблятиме для себе алгоритми дії (поведінки чи судження), які необхідно виробляти для кожного конкретного випадку; також ця система має накопичувати інформацію (досвід) і піддавати аналізу висновки і узагальнення із накопиченої інформації. Така система, яка робить узагальнення — робить абстрактні побудови, а не арифметичні калькуляції; вона має розцінюватися як інтелект. Його штучна природа зумовлює його характеристику як «штучний інтелект». Автономність роботів значною мірою залежить від створення штучного інтелекту (ШІ).
Наукові розробки в області штучного інтелекту зайшли в безвихідь. Ніякої загальноприйнятої думки про те, що таке ШІ, не існує. Зате кожна нова конференція або симпозіум породжує нові і нові «концепції», що володіють загальним недоліком. Дуже рідко з'являються на світ нові ідеї, наприклад, ідея нейронних мереж. Комп'ютери все краще і краще грають у шахи. Однак, жоден комп'ютер не вчиться і не винаходить нових алгоритмів гри в шахи самі: вони використовують схеми і способи, підказані їм талановитими шахістами чи програмістами-математиками, тобто носіями справжнього інтелекту. Комп'ютери просто перебирають варіанти. Проте у світі часто потрібно не перебір варіантів, або варіантів дуже багатьох і вхідні дані невідомі. Потрібна імпровізація, абстрактне мислення, на які поки що не здатні машини — і виходу із цього становища поки не знайдено ні у філософському, ні у математичному вигляді.

### Проблема живлення
Однією з основних проблем при створенні повністю автономних роботів є проблема забезпечення їх живленням. Одне з можливих рішень — постачити робота сонячними батареями, але, на жаль, такий спосіб отримання енергії може бути не завжди доступний за відсутності досить яскравого джерела світла. У країнах, близьких до екваторіального пояса це може і не бути проблемою, однак більшість розвинених країн розташовано у помірних поясах, тож проблема живлення за сучасного стану малого ККД сонячних батарей є насущною для автономних роботів. Перспективним шляхом є навчання роботів добувати енергію самостійно так, як роблять це тварини. Однак, у цьому разі постане проблема отримання якісної біосировини для харчування. Виникає думка навчити робота харчуватися тим, що можна легко знайти майже скрізь: наприклад, опалим листям, мертвими комахами або продуктами життєдіяльности людини.
2004 року професор Кріс Мелхіш (Chris Melhuish) з університету Західної Англії (University of the West of England) і його команда розробили робота «EcoBot II», який виробляв енергію для свого «життя» з мух або шматочків гнилих яблук. Його більш просунутий варіант — «EcoBot III». 2010 року цього робота навчили позбавлятися від відходів життєдіяльності бактерій так, щоби бактерії, котрі забезпечують роботу мікробних паливних елементів (МТЕ), не гинули від власних «нечистот».  Сьогодні «на стапелі» вже збирають нову модель робота «EcoBot-IV», паливні елементи якої (як припускають розробники) зможуть працювати 20—30 років, бо в МТЕ немає рухомих частин. Функціонують тільки бактерії — а значить, ламатися практично нічому.

### Проблема навігації
Поки що основною проблемою всіх нині наявних мобільних апаратів, що переміщаються самостійно, без управління з боку людини, залишається навігація .
У зв'язку зі спробами створити автономний засіб для пересування виникає ряд проблем, об'єднаних загальною назвою — «навігаційні завдання». Навігація — наука про керування ходом мобільного робота (іншими словами автономного об'єкта) у просторі. Для успішної навігації в просторі бортова система робота повинна вміти будувати маршрут, керувати параметрами руху (задавати кут повороту коліс/керма і швидкість їх обертання); правильно визначати відомості про навколишній світ, отримані від датчиків; і постійно відстежувати власні координати. Зазвичай завдання навігації передбачає дві підзадачі, які можна розділити в часі: локалізацію у просторі і планування шляху. Розташування, полягає в оцінці поточного становища робота стосовно певних відомих опорних пунктів довкілля, задані в абсолютних координатах. Планування полягає в пошуку, по можливості, найкоротшого маршруту і просуванні до пункту призначення.
У цілеспрямованій навігації прийнято виділяти мінімум три ієрархічних рівні представлення проблеми: прохід перешкод, локальну навігацію і глобальне планування маршруту. Алгоритми глобального планування залучають інформацію про всьому просторі, щоб визначити ділянки, по яких можливий рух, і потім вибрати оптимальний шлях. Для завдання планування знайдені точні алгоритмічні рішення. Однак точні алгоритми мають велику обчислювальну складність і, крім того, вимагають точних алгебраїчних моделей перешкод. Евристичні методи не гарантують повноти пошуку та оптимальності навіть при глобальному плануванні, коли доступна вся інформація про довкілля. Однак евристичні глобальні методи планування зменшують складність завдання і чутливість до помилок в даних різними способами. Використовуючи генетичні алгоритми можна знайти оптимальний маршрут з урахуванням мінімального часу руху з різними сценаріями реальних умовах дорожнього руху і різною швидкістю руху транспортного засобу.
Невід'ємною частиною будь-якої системи навігації є бажання досягти пункту призначення і при цьому не заблукати або врізатися в якій-небудь з об'єктів. Також можуть бути й інші обмеження на той чи інший маршрут, наприклад: обмеження швидкості, або зони невизначеності, де теоретично, звичайно, можна прокласти маршрут, але не бажано. Часто маршрут для робота він планує автономно, що може привести робота в пункт призначення за умови, що довкілля прекрасно відоме і стаціонарне; тож робот може довкілля відмінно відстежувати. Але при вирішенні навігаційних завдань в реальному довкіллі дотриматися всіх цих умов практично неможливо. Таким чином, обмеженість методів автономного планування привело дослідників до вивчення онлайн-планування; це планування спирається на знання, отримані від зондування місцевої навколишнього середовища для обробки невідомих перешкод по мірі того, як робот проходить шлях у просторі.
Загальна постановка задачі планування шляху мобільного робота:
1. Застосування еволюційних алгоритмів у задачах навігації
2. Вибір генетичного алгоритму для реалізації еволюційного навігатора (ЕН)[a]
3. Опис алгоритму еволюційного навігатора і поповнення бази даних алгоритмів новоствореним алгоритмом.

Еволюційний алгоритм, описаний тут є еволюційним навігатором, що поєднує в собі автономний режим і режим онлайн планування простої карти високої точності — і ефективний алгоритм планування. У першій частині алгоритму (автономний планувальник) глобально шукає оптимальні шляхи від самого початку і до місця призначення, а друга частина (онлайн планувальник) відповідає за обробку можливих зіткнень або раніше невідомих об'єктів, замінивши частину первісного глобального шляху на оптимальний субшлях. Важливо зазначити, що обидві частини ЕН використовують один і той же еволюційний алгоритм, але з різними значеннями різних параметрів. ЕН спочатку зчитує карту і отримує початкове і цільове місця знаходження. Потім автономний еволюційний алгоритм (АЕА) генерує близький до оптимального глобальний шлях: це частково-прямолінійний шлях, що складається з допустимих вузлових точок або вузлів. 

### Інші проблеми розвитку автономних роботів

##### Проблеми прямої небезпеки від машин
Із невпинним розвитком робототехніки, роботи та інші автоматизовані системи стають все розумнішими і розвинутішими. У той же час на них перекладають усе більше обов'язків: водіння машини, допомога з дітьми, охорона будинку і, ймовірно навіть участь у військових операціях. Постає проблема цілковитої довіри роботам: немає упевненості, що роботи ніколи не приймуть такого рішення, що завдасть людині шкоди.
У першу чергу проблема стосується бойових роботів. У сучасних арміях роботи застосовують в основному для знешкодження мін та бомб, а також для ведення розвідки; однак все частіше їх використовують як повноцінні бойові машини, оснащені сучасним озброєнням. На цей час, як правило, управляє бойовим роботом живий оператор, який несе відповідальність за всі дії довіреного йому пристрої. Проте, якщо надати можливість машині самостійно приймати рішення про вибір цілі, ситуація повністю змінюється. Сучасна війна має проходити таким чином, щоб згодом можна було виявити відповідальних за смерть мирних людей, загиблих в ході конфлікту, — і визначити ступінь їх провини. Оскільки вбивства, скоєні автономними роботами, не можна оцінити з цієї точки зору — поняття «відповідальність» до них у принципі незастосовне. Тому розроблення таких машин має бути заборонено з етичних міркувань. Тим часом автономні машини, здатні вбивати, вже існують. Як приклад можна навести безпілотні літаки-розвідники, оснащені ракетним озброєнням і запрограмовані на знищення цілей, що мають набір певних ознак. Такі апарати широко використовували вояки США в ході конфліктів на Близькому Сході.
Прямим наслідком відсутності людських рис, причому наслідком небезпечним, є можливість використання роботів в операціях з придушення народних свобод і прав людини. Якщо тільки з'явиться така можливість — неодмінно роботів буде використано для незаконного захоплення і утримання влади. Міжнародне право не гарантує світ від агресії із боку людей без моралі, наділених владною. Правозахисники вважають «бездушні машини» ідеальним інструментом для придушення бунтів, репресій і т.ін., оскільки (на відміну від більшості людей) робот не стане обговорювати наказ і виконає все, що йому вкажуть. Сам робот не є розумною істотою, здатним зрозуміти суть покарання і виправитися; а застосовувати стягнення щодо військових, які послали його на завдання — безглуздо, так само як і карати розробників апаратної і програмної частини робота.
Венделл Волла, фахівець з етики з Єльського університету, і історик та філософ когнітивної науки Колін Аллен, який працює в Університеті штату Індіана говорять, про невідворотність всеосяжного впровадження автономних роботів у наше життя. Як часткове вирішення проблеми небезпеки автономних роботизованих систем для людини, вони пропонують пропонують нові закони робототехніки, прийнявши які ми могли б зменшити небезпеку від нашого високотехнологічного творіння:
1. Знаходження роботів в місцях де спочатку низький ризик розвитку небезпечних ситуацій:
Перше ніж ставити роботам ту чи іншу задачу, необхідно переконатися, що всім комп'ютерам і роботам ніколи не доведеться ухвалювати рішення, наслідки виконання яких не можуть бути передбачені заздалегідь. Місце, де працюють роботи, а також засоби, якими вони працюють, — унеможливлюють навіть випадкову шкоду сторонній людині.
2. Не давати роботам зброю:
Хоча вже надто пізно, щоб зупинити будівництво роботів як зброї, але ще не занадто пізно обмежити їх застосування лише з певним типом зброї, або обмежити ситуації, в яких зброю роботів можна застосовувати.
3. Дати роботам закони робототехніки як у Азімова:
Хоча правила Азімова погано застосовні через велику кількість складності у визначенні моралі: добра, зла, цінності, пріоритетів тощо — тим не менш, правила можуть успішно обмежити поведінку роботів, поставити їх в дуже обмежені умови.
4. У закони робототехніки повинні бути закладені певні принципи (а не прості інструкції):
Додання роботам мотивації, наприклад зробити «найбільше благо для найбільшого числа людей», швидше за все це буде безпечніше, ніж установка спрощених правил.
5. Навчання роботів, як дітей (замість завантаження готового базового пакету алгоритмів):
У машин які навчаються і поступово ніби «дорослішають», можна розвинути розуміння тих дій, які люди вважають правильними і неправильними. Програмування нейропроцесорів, перспективних баз для створення новітніх автономних роботів, передбачає лише такий підхід (на противагу алгоритмізованому програмуванню наборів інструкцій). Імовірність успіху цього положення досить перспективна, хоча ця стратегія вимагає декількох технологічних проривів. У даний час інструментів здатних навчати роботів подібно людям майже не існує.
6. Наділити машини емоціями (штучною психікою):
Людські здібності (такі як емпатія, емоційність і здатність читати невербальні сигнали соціального спілкування) повинні дати роботам набагато більші здібності до взаємодії з людьми. Робота в цьому напрямку вже розпочалась, заплановано, що домашні роботи в майбутньому будуть володіти такими «емоційними» властивостями. Імовірність успіху цього підходу досить висока. Розвиток емоційно чутливих роботів, безумовно, допоможе реалізації трьох попередніх законів робототехніки. Велику частину інформації ми використовуємо, щоби зробити вибір і співпрацювати з іншими людьми. Вибір походить від наших емоцій, а також нашої здатності читати жести і наміри, представляти події з точки зору іншої людини.

##### Непрямі загрози від автономних роботів
Ці проблеми пов'язані з перспективним лавиноподібним вторгненням автоматизованих роботів у всі царини людської професійної діяльності. Це пов'язано, по-перше, із розвитком прогресу; по-друге, зі здешевленням роботів і доступністю їх для комерційного сектору; по-третє, із невпинним збільшенням ККД від застосування робота замість людини. І просто безробіття — не лише поверхове явище серед великої кількості соціально-психологічних проблем, які виникатимуть із подальшою роботизацією суспільства.
Перша проблема стосується можливості втрати стимулів до творчої праці внаслідок масової комп'ютеризації або використання машин у сфері мистецтв — як це зараз відбувається у випадку витіснення людських робітників автоматизованими конвеєрами і автоматами (прибиральниками, продавцями, охоронниками тощо). Хоч останнім часом стало ясно, що людина добровільно не віддасть найбільш кваліфіковану творчу працю, тому він для самої людини є привабливим.
Друга перешкода має серйозніший характер і на неї неодноразово вказували такі фахівці, як Н. Вінер, Н. М. Амосов, І. А. Полєтаєв тощо. Полягає вона в такому. Уже зараз існують машини і програми, здатні в ході роботи самонавчатися, тобто підвищувати ефективність пристосування до зовнішніх чинників. Згодом, можливо, з'являться машини, що володіють таким рівнем пристосовності й надійності, що необхідність людині втручатися в процес відпаде. У цьому разі, можлива втрата самою людиною своїх якостей, що відповідають за пошук рішень. Реальною перспективою є деградація здібностей людини до реакції на зміну зовнішніх умов і, можливо, нездатність прийняття управління на себе у випадку аварійного становища. Постає питання про доцільність уведення певного граничного рівня в автоматизації процесів, пов'язаних з важкими аварійними подіями. У цьому разі у людини, яка «наглядає» за керуванням машиною, завжди вистачить уміння і реакції таким чином впливати на ситуацію, щоби запобігти розвитку аварійного становища. Такі події можливі на транспорті, у ядерній енергетиці тощо. Особливо варто відзначити таку небезпеку в ракетних військах стратегічного призначення, де наслідки помилки можуть мати фатальне значення. Кілька років тому в США почали впроваджувати цілком комп'ютеризовану систему запуску ракет за командами суперкомп'ютера (що обробляв величезні масиви даних, зібраних з усього світу). Однак, виявилося, що навіть за умови багаторазового дублювання і повторної перевірки, ймовірність помилки виявилася б настільки великою, що відсутність спостережного оператора призвело б до непоправної помилки. Від системи відмовилися. 
Люди будуть постійно вирішувати проблему штучного інтелекту, час від часу стикаючись з усе новими перешкодами. І, мабуть, цей процес нескінченний.